# Marinens Flyvevæsen
Marinens Flyvevæsen var Danmarks sømilitære flystyrke fra 25. marts 1912 til oktober 1950, hvor Marinens Flyvevæsen blev lagt sammen med Hærens Flyvertropper til et selvstændigt dansk luftvåben: Flyvevåbnet.
Den 17. juli 1910 krydsede den danske flypioner Robert Svendsen Øresund fra Kløvermarken til Limhamn. Dette var en kulmination af diverse danske flyverekorder – uafbrudt flyvning i mindst 15 minutter og en højderekord på 84 meter i januar samt en flyvning rundt om Københavns rådhustårn i juni. Fra at være noget upålideligt legetøj viste flyvemaskinen sig herefter at være interessant for militæret i Danmark og Sverige.
Den 24. november 1910 anmodede Marineministeriet Det Aeronautiske Selskab om at uddanne søofficerer til aeroplanførere. Den 14. december 1911 begyndte de første tre elever på uddannelsen. Den 25. marts 1912 modtog Marinen Robert Svendsens flyvemaskine, der blev døbt Glenten. Medio januar 1913 blev Marinens Flyveskole officielt oprettet, og i april modtog man to Donnet-Leveque-søfly. Den første dødsulykke skete den 2. oktober 1913, hvor Ulrik Birch omkom. Konsekvensen blev, at udenlandske fabrikker skulle stå for flyveruddannelsen. Samtidigt gik Orlogsværftet i gang med at forbedre Donnet-Leveque-søflyet til en hel ny flytype kaldet Orlogsværftet 80HK flyvebåd med en fransk Gnome 80 hk-motor. I alt fremstillede Orlogsværftet 24 flyvebåde af forskellige undertyper mellem 1914 og 1919.
I starten hørte flyene til Undervandsbaads- og flyvebaadsafdelingen, men i 1923 blev Marinens Flyvevæsen en selvstændig enhed under Marinen.

## Flytyper 1912-40
- 1 Henri-Farman IV kopi, Glenten (oprindeligt et Voisin-design, ombygget af Robert Svendsen efter design af Henri Farman), 1912-1913.
- 1 Maurice Farman MF.6 Ørnen, 1912-1913.
- 2 Donnet-Lévêque Type A Mågen og Ternen, F.B.I, 1913-1915.
- 24 OV-flyvebåde F.B.II, F.B.III, F.B.IV og F.B.V, 1914-1924.
- 1 Friedrichshafen F.F.29 H.B.I, 1917.
- 7 Friedrichshafen F.F.49c H.B.II, 1919-1927.
- 16 Hansa-Brandenburg W.29, H.M.I, 1919-1931.
- 1 Curtiss Seagull F.B.VI, 1919-1924.
- 12 Avro 504K og 504N L.B.I, 1920-1936.
- 15 Hawker Dankok L.B.II, 1926-1937.
- 5 de Havilland Moth L.B.III, 1928-1940.
- 22 Heinkel He 8 H.M.II, 1928-1940.
- 2 Hawker Dantorp H.B.III, 1933-1940.
- 6 Avro Tutor L.B.IV, 1934-1940.
- 12 Hawker Nimrod L.B.V, 1934-1940.
- 1 Dornier Do J IIf Bos Wal F.M.I, 1938-1940.

Flyvebaad, Hydroplan, Landfly – Biplan, Monoplan.

## 9. april 1940
Marinens Flyvevæsen var opdelt i 1. Luftflotille med søfly på Margretheholm, Holmen og 2. Luftflotille med landfly på Luftmarinestation Avnø, Sydsjælland. Luftmarinestation Slipshavn havde søfly udstationeret til bevogtning af Storebælts minefelter. Søflyene havde problemer med isvinteren 1939-40, og landflyene stod stadig i hangarerne om morgenen den 9. april, da Tyskland invaderede landet. Tyske Messerschmitt Bf 110 overfløj Avnø, men havde ordre til kun at beskyde fly, ikke hangarer.
- 1. Luftflotille:
  - 13 × Heinkel He 8, H.M.II.
  - 2 × Hawker Dantorp, H.B.III.
  - 1 × Dornier Do J/III Wal, F.M.I.
- 2. Luftflotille:
  - 9 × Hawker Nimrod, L.B.V.
- Flyveskolen:
  - 2 × Avro Tutor, L.B.IV.

## Besættelsen
Den tyske værnemagt tillod Danmark at have krigsskibe, men forbød militær flyvning. Efter at de danske fly en tid havde været opmagasineret, indsatte Luftwaffe dem efterhånden på Østfronten. To piloter fra Marinens Flyvevæsen søgte frivilligt ind i Luftwaffe: Flyverløjtnanterne af reserven Wolfgang R. Fabian og Poul Sommer. Fabian blev skudt ned over Østfronten i august 1942, mens Sommer fløj jagerfly på Østfronten og senere i Afrika. I maj 1943, efter Afrikakorpsets kapitulation, flygtede han til Sicilien. I Danmark blev han leder af Sommerkorpset, hvis officielle rolle var at bevogte Luftwaffe-installationer, men som mere er kendt som et terrorkorps. Sommer fik otte års fængsel efter Befrielsen. Flere andre marinepiloter gik i allieret tjeneste (eksempelvis Kaj Birksted). Andre flygtede til Sverige og fløj for den Danske Brigade.

## Efterkrigstiden
Efter Besættelsen, i 1947, blev Hærens og Søværnets Flyveledelse oprettet til at genindføre dansk militær flyvning. Luftwaffe havde efterladt adskillige moderne kampfly og andet udstyr samt anlagt flybaser – eksempelvis Fliegerhorst Grove, Fliegerhorst Vejle, Fliegerhorst Hadersleben og Fliegerhorst Tirstrup. Flere eksisterende flyvestationer var blevet udbygget, eksempelvis i Aalborg. De efterladte tyske fly blev ødelagt af den britiske hær allerede i 1945 ved blandt andet at køre over dem med kampvogne.
Allierede rustningsfabrikker havde produceret for mange kampfly, især til den aflyste invasion af Japan i 1946. Frem for at lade Danmark bruge de tyske fly modtog Danmark britiske fly som Spitfire og Oxford. Da de tyske fabrikker blev ændret til at producere fredstidsprodukter, ville de tyske fly alligevel have savnet reservedele.

## Søværnets Flyvetjeneste
Den 30. januar 1959 forliste grønlandsskibet Hans Hedtoft ved Kap Farvel med 95 om bord. Som konsekvens ønskede den danske regering, at Søværnet blev udrustet med inspektionsskibe med redningshelikoptere om bord. Den 1. februar 1962 blev Alouette-flighten oprettet under Flyvevåbnets Eskadrille 722 med søofficerer som piloter. I sommeren 1963 blev de første helikoptergrupper udstationeret nordpå – på inspektionsskibet F351 Fylla ved Grønland og på F349 Vædderen ved Færøerne. Den 29. april 1977 blev Alouette-flighten omdøbt til "Søværnets Flyvetjeneste" (SVF) og underlagt Søværnets Operative Kommando. Flymekanikerne kom dog stadig fra Flyvevåbnet. Den 1. januar 2004 blev SVF til Søværnets Helikoptertjeneste (SHT). Den 1. januar 2011 blev helikoptertjenesten omdannet til Eskadrille 723 under Flyvevåbnet, så al militær flyvning blev samlet under det samme værn. Helikopterne bliver fortsat udstationeret på Søværnets skibe, og fagligheden i understøttelsen af de maritime operationer fastholdes gennem en særlig kategori af besætningsmedlemmer på helikopterne, Tactical Control Officer (TACCO).